# Cheirostylis merrillii
Cheirostylis merrillii là một loài thực vật có hoa trong họ Lan. Loài này được (Ames & Quisumb.) Ormerod mô tả khoa học đầu tiên năm 1998.